# Mirza Khazar
Mirza Khazar (puno ime:Mirza Kerim oglu Mikayilov) (azer.) Mirzə Xəzər; rođen 29. studenog 1947., Göyçay, Azerbajdžan, SSSR) je istaknuti azerbajdžanski pisac, politički analitičar, voditelj, izdavač.

## Biografija
Od 1975. do 1984. godine, na zahtjev stockholmskog Instituta za prijevod Biblije, Mirza Khazar je preveo Bibliju na azerski jezik. Novi zavjet na azerskom jeziku je tiskan u Zagrebu, 1982. godine. Od 1976. do 2003. godine Mirza Khazar je radio na Radiju slobodna Europa i Glasu Amerike kao glavni i odgovorni urednik vijesti na azerskom jeziku. Trenutno radi kao izdavač online dnevnog lista "Glas Mirza Khazar"  ("The Voice of Mirza Khazar") na tri jezika: azerskom, engleskom i ruskom.

## Vanjske poveznice
- Službena stranica Mirze Khazara  Arhivirana inačica izvorne stranice od 9. svibnja 2008. (Wayback Machine)